# La luna de Júpiter
La luna de Júpiter, (en húngaro: Jupiter holdja; título internacional en inglés: Jupiter's Moon) es una película dramática húngara de 2017 dirigida por Kornél Mundruczó. Compitió por la Palma de Oro en la sección oficial del Festival Internacional de Cine de Cannes de 2017.

## Argumento
Aryan Dashni de Homs, Siria, y su padre forman parte de un grupo de refugiados intentando cruzar la frontera húngara. Durante el cruxe de la frontera, Aryan y su padre pierden los papeles y son separados cuando el grupo es descubierto por la policía fronteriza. Aryan recibe varios disparos del oficial de policía László, pero en lugar de morir, misteriosamente obtiene el poder de levitar. Cuando vuelve a caer a la tierra, es detenido y llevado a la sala del hospital del campo de refugiados más cercano.
Gábor Stern es un doctor que trabaja en el hospital de campaña en el campo de refugiados. Una noche comete un error quirúrigco cuando estaba borracho y provoca la muerte de una joven atleta. Pierde su trabajo y es acusado por la familia de la víctima. Ahora intenta obtener dinero para sobornar a la familia para que retire la demanda. Lo hace vendiendo referencias médicas a refugiados que les permiten ir del campo a un hospital en Budapest desde donde pueden huir. Su novia Vera, doctora del hospital, participa en el plan. Cuando Gábor llega a la sala y trata de examinar a Aryan, comienza a levitar. Conmocionado y fascinado, Gábor ayuda a Aryan a huir del campamento y le hace una oferta: Gábor traerá a Aryan a Budapest, donde interpretará a un sanador espiritual y utilizará a Aryan como asistente que mostrará sus superpoderes para impresionar a sus pacientes.

## Reparto
- Merab Ninidze como Gábor Stern
- György Cserhalmi como László
- Mónika Balsai como Vera
- Zsombor Jéger como Aryan Dashni
- Péter Haumann
- Tamás Szabó Kimmel